# Janusz Jaśkiewicz (pływak)
Janusz Jaśkiewicz (ur. 27 sierpnia 1934, zm. 30 września 2012) – polski pływak, mistrz i reprezentant Polski w pływaniu. Specjalista stylu grzbietowego. Medalista akademickich mistrzostw świata (1951).

## Życiorys
Był zawodnikiem Stali Wrocław, OWKS Wrocław, Stali Warszawa, AZS-AWF Warszawa i Legii Warszawa. Jego trenerem był m.in. Alojzy Sambala.
Na mistrzostwach Polski seniorów na basenie 50-metrowym wywalczył indywidualnie siedem złotych medali na 100 metrów stylem grzbietowym (1951, 1953, 1954, 1955, 1957, 1958, 1959). Ponadto zdobył dwa srebrne medale na 100 metrów stylem grzbietowym (1952, 1956), dwa srebrne medale na 200 metrów stylem grzbietowym (1951, 1952) oraz brązowe medale na 200 metrów stylem grzbietowym (1952) i 400 metrów stylem grzbietowym (1952).
Na zimowych mistrzostwach Polski wywalczył indywidualnie osiem złotych medali (100 metrów stylem grzbietowym – 1954, 1958, 1959, 200 metrów stylem grzbietowym – 1952, 1954, 400 metrów stylem grzbietowym – 1952, 100 metrów stylem klasycznym – 1958, 200 metrów stylem klasycznym – 1958), cztery medale srebrne (100 metrów stylem grzbietowym – 1952, 1953, 1956, 200 metrów stylem grzbietowym – 1953) i dwa medale brązowe (200 metrów stylem grzbietowym – 1951, 400 metrów stylem grzbietowym – 1953).
W 1951 zdobył dwa brązowe medale na akademickich mistrzostwach świata (na 200 metrów stylem grzbietowym i 400 metrów stylem dowolnym. Startował na mistrzostwach Europy w 1954, zajmując 7. miejsce w finale wyścigu na 100 metrów stylem grzbietowym, z czasem 1:08,2 (wynik ten był nowym rekordem Polski). W tym samym roku zajął też na tym samym dystansie 4. miejsce na akademickich mistrzostwach świata. W 1957 zdobył podczas akademickich mistrzostw świata brązowy medal na 100 metrów stylem grzbietowym.
Po zakończeniu kariery sportowej był rzecznikiem patentowym, pracował w Departamencie Badań Patentowych Urzędu Patentowego RP.
Jego żoną była od 1955 olimpijka w pływaniu Aleksandra Mróz.